# Domenico Robusti
Domenico Robusti, po otci zvaný Tintoretto, jehož vlastní rodné jméno bylo Comin (27. listopadu 1560 Benátky – 17. května 1635 Benátky) byl významný benátský manýristický malíř pokračující v malířské tradici svého otce Jacopa. Od 80. let 16. století spolupracoval s otcem a po Jacopově smrti (1594) dokončil většinu jeho objednávek. Později vynikl jako vyhledávaný portrétista benátské nobility, včetně dóžat. Byl uznávaným malířem, ale otcova věhlasu nedosáhl.

## Životopisná data a umělecká tvorba
Domenico Robusti, po otci zvaný Tintoretto, byl starším ze dvou synů v rodině Jacopa Tintoretta a jeho ženy Faustiny Episcopy. V mládí se zajímal o literární tvorbu a měl četné přátele mezi soudobými spisovateli a básníky. Později se začal zajímat také o malířství, aby se v roce 1577 stal syndikem malířské školy v Benátkách. Domenicův malířský podíl je možné poprvé spatřit v cyklu osmi pláten nazvaných Kronika rodu Gonzagů, který v roce 1580 odjel Jacopo rozmístit v mantovském paláci. Cyklus se dnes nachází v mnichovské Alte Pinakotek. Vedle této objednávky a vzhledem k rozsáhlé Jacopově práci pro Scuola Grande di San Rocco, byl Domenico přizván, aby otci pomohl při obnově výzdoby Dóžecího paláce po jeho požáru v roce 1577. V letech 1580 až 1584 se Domenico podílel na dokončení historických pláten v Dóžecím paláci, což je zvláště patrné na obrazech Bitva u Zary (Sala dello Scrutinio), Triumf Benátek jako královny moře (Sala del Senato) a na obraze Triumf dóžete Nicolò da Ponte (strop Sala del Maggior Consiglio). Byl to právě dóže Nicolò da Ponte, který dal podnět k obnově požárem poškozeného Dóžecího paláce.

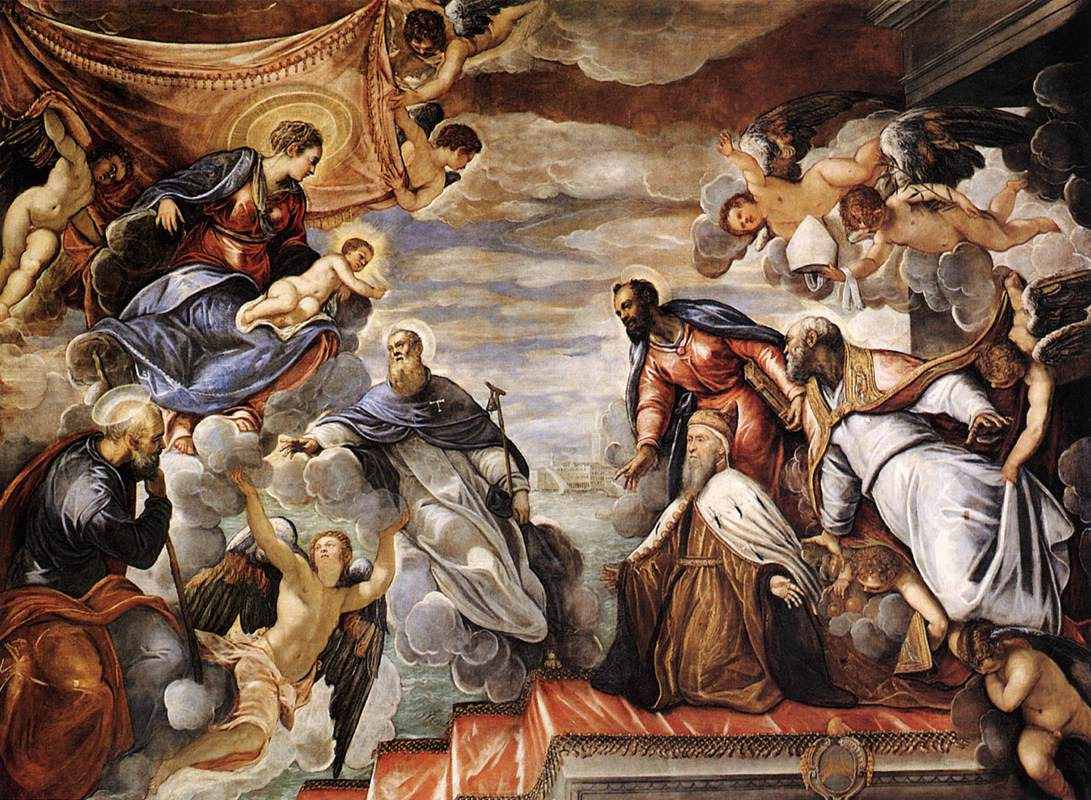
Dóže Nicolò da Ponte prosící Pannu Marii (1584, Dóžecí palác, Benátky)

Rekonstrukcí zničených maleb v Sala del Maggior Consiglio byli původně pověřeni Paolo Veronese a Jacopo Bassano, ale po předčasné smrti Paola Veroneseho (1588) byl tímto úkolem pověřen Jacopo Tintoretto. Větší část prací na rozměrném plátně nazvaném Ráj však provedla dílna pod Domenicovým vedením v letech 1588/92. Plátnu o rozměrech 7 x 22 metrů dominuje korunování Panny Marie jejím synem. Zleva se výjevu účastní archanděl Gabriel (účastník zvěstování Panně Marii) a zprava archanděl Michael (vykonavatel spravedlnosti). V návaznosti na to Domenico po otcově smrti pracoval samostatně v Sala dello Scrutinio a v Sala del Maggiore Consiglio, což dokládá obraz Bitva u Salvatore (1605).

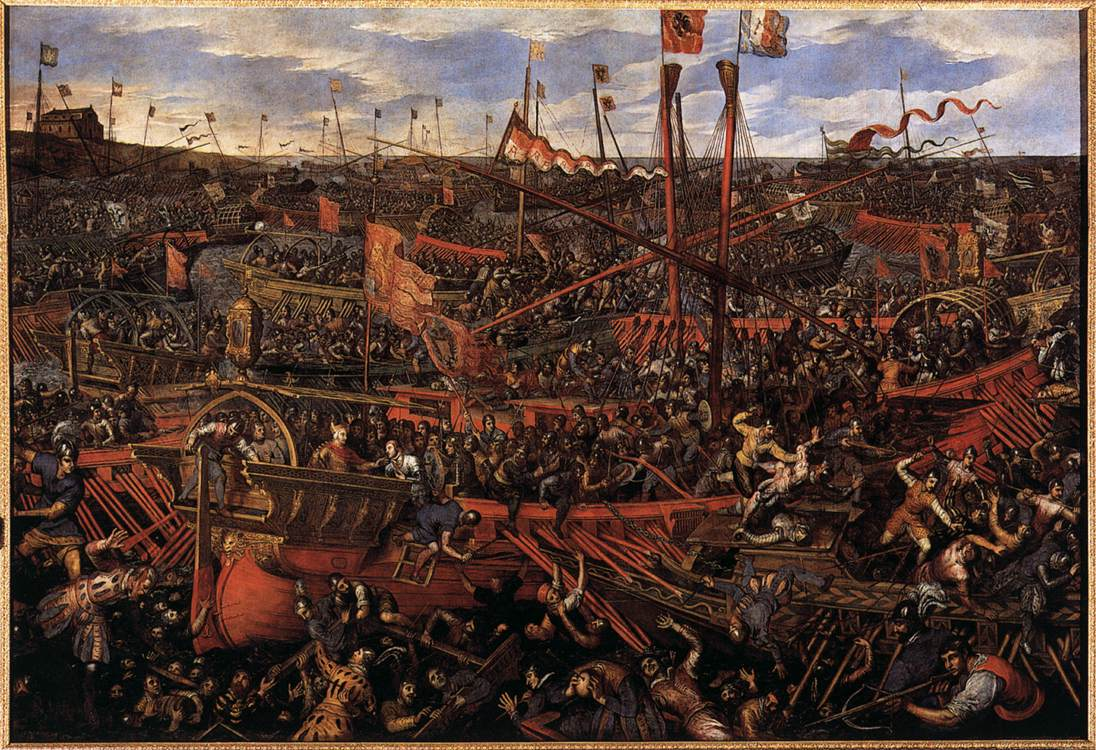
Bitva u Salvore (mezi 1598 a 1605), Dóžecí palác, Benátky

Domenico však pracoval samostatně již v 80. letech 16. století, kdy pro františkánský kostel San Andrea della Zirada namaloval triptych s výjevy z Umučení Krista (1583) a asi ve stejné době i tři plátna pro klarisky ze Santa Maria Maggiore, přičemž obrazy Vyhnání Joachima z chrámu a Klanění tří králů se dnes nacházejí v benátském kostele San Trovaso. V roce 1584 Domenico namaloval jeden ze svých nejlepších obrazů nazvaný Sen svatého Marka určený pro Scuola Grande di San Marco, jejímž členem se stal v roce 1585.

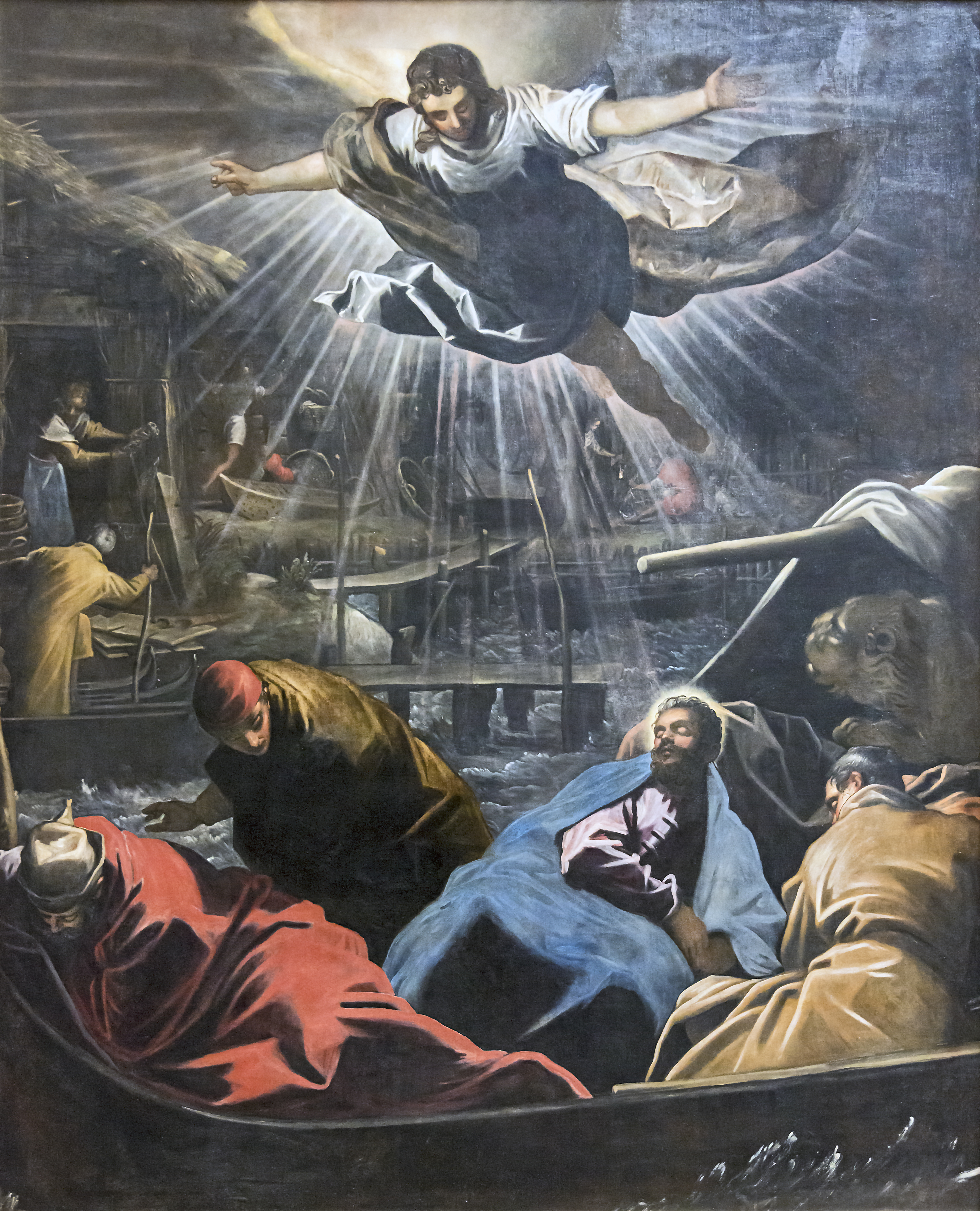
Sen sv. Marka (1584/85, Gallerie dell’Accademia, Benátky)

Plátno Sen svatého Marka bylo původně považováno za práci Jacopa Tintoretta, ale dnes je připisováno pouze Domenicovi. Obraz znázorňuje sv. Marka plujícího na lodi směřující k ostrovům v Benátské laguně. Světcova snová vize předjímá na tomto místě založení Benátek, jejichž patronem se stane. Osvětlení scény vychází z anděla a v pozadí je vidět lva, světcův symbol. Po členství ve Scuola Grande di San Marco se na počátku 90. let 16. století stal i členem Scuola del Mercanti, což značně zvýšilo počet objednávek ze strany benátských obchodníků. Dokladem toho je zadání pro obraz Madona se sv. Kryštofem z 27. prosince 1592, kdy Domenico a Jacopo podepsali smlouvu na výzdobu horních místností budovy bratrstva. Po smrti otce Jacopa (květen 1594) Domenico zdědil otcovu dílnu. V té době Domenico přijal objednávky na obrazy pro ženské kláštery San Alvise, pro Santa Marta a pro Ognissanti, ale i pro kostely San Stae a San Trovaso. Stal se i vyhledávaným malířem portrétů benátské šlechty a tak nepřekvapí, že v roce 1598 obdržel objednávku od Fernanda Velasca, strážce Kastilie, aby přijel do Ferrary namaloval portrét Margarety de Austria, budoucí španělské královny. O rok později byl pozván také do Mantovy vévodou Vincenzem I. Gonzagou k namalování jeho portrétu.

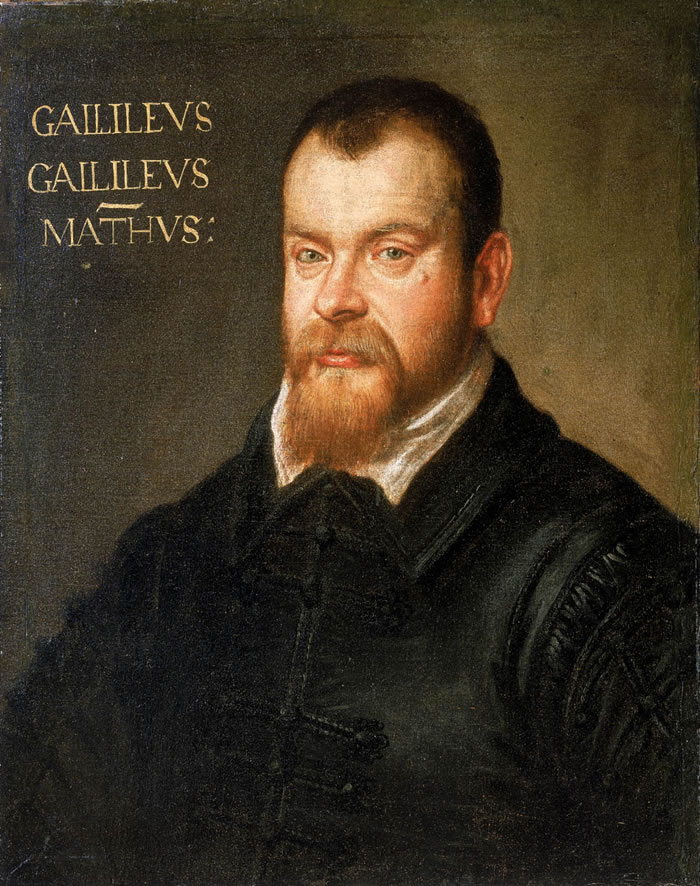
Portrét Galilea Galileiho (1602/07, National Maritime Museum, Londýn, V. Btitánie)

Ačkoliv Domenicovy portréty neměly takovou noblesnost vyobrazených postav jako portréty jeho otce, podařilo se mu akcentací živosti a realismu zobrazených tváří najít způsob, jak se odlišit od otcovy portrétní malby. Již v roce 1591 Domenico získal objednávku od Scuola dei Mercanti na dvě velká plátna zobrazující členy této školy. Oběma plátnům, dnes ve vlastnictví Gallerie dell’Accademia, se dostalo příznivého přijetí u objednavatele.

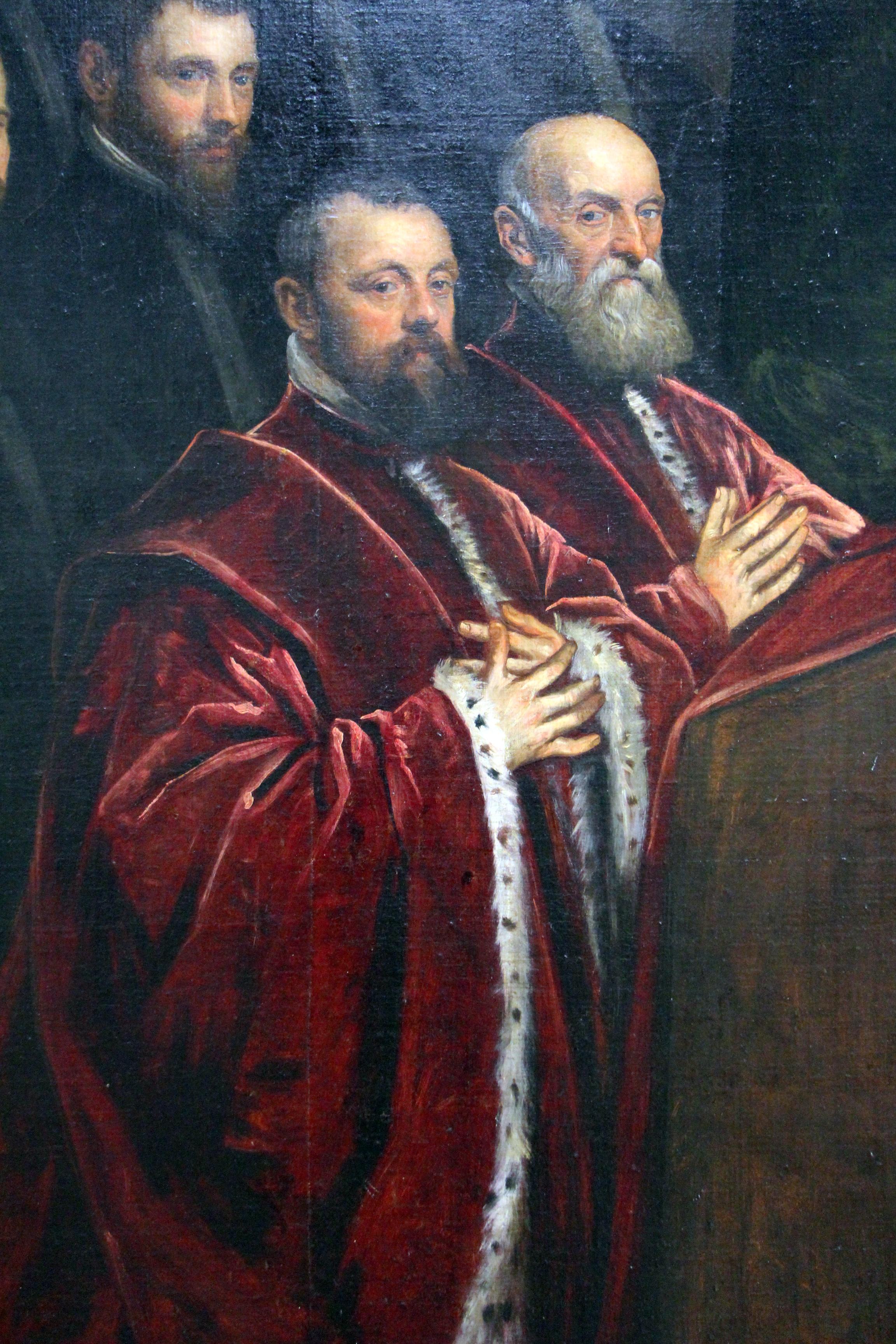
Detail obrazu Členové benátského bratrstva Scuola dei Mercanti (1601/05, Gallerie dell’Accademia, Benátky)

Těmito skupinovými portréty Domenico předběhl podobné skupinové portréty, které dosáhly velké popularity především v Holandsku kolem poloviny 17. století. Tento typ portrétu přivedl k rozkvětu haarlemský malíř Frans Hals (1580–1666), jehož nejvýznamnější obrazy tohoto žánru vznikaly mezi roky 1620 a 1664. Zmíněná dvě plátna se skupinovým portrétem benátských obchodníků Domenicovi umožnila získat další objednávky nejen od benátské aristokracie, ale i od spisovatelů, sochařů a dokonce i vědců, což dokládá portrét Galilea Galileiho, toskánského filozofa a astronoma. Malba těchto portrétů byla významným zdrojem Domenicových příjmů a vedla k jeho zbohatnutí. Domenico Robusti také experimentoval s technikou kresby na papíře, od malby křídou až po tahy štětcem s olejovými barvami. Vytvořil tak velkolepou sérii přípravných kreseb s námětem Pokušení svatého Antonína poustevníka (dnes Britské muzeum, Londýn). Toto jeho experimentování s kresbou, s tahy štětcem a použitím tmavých barev, však nevedlo k většímu zájmu o jeho malbu v posledních dvou desetiletích jeho života. Z větších prací se mu v tomto období podařilo dokončit deset pláten pro Scuola Grande di San Giovanni Evangelista, na kterých začal pracovat již na konci 16. století. Ve věku 74 let byl Domenico postižen ochrnutím pravé ruky a ve snaze malovat levou rukou neuspěl. Zemřel o rok později a byl pohřben v kostele Santa Maria dell’Orto, kde byl pochován již jeho otec Jacopo a sestra Marietta. Protože byl svobodný a bezdětný, vedení dílny přešlo na jeho bratra Marca, který však zemřel v roce 1637. Nakonec dílnu vedl Domemicův švagr Sebastiano Casser, pod jehož vedením se charakter dílny změnil na muzeum.
V českých sbírkách lze spatřit obraz Domenica Robustiho a to v Obrazárně Pražského hradu. Obraz s názvem Korunování trním nebo také Ecce homo byl historiky umění datován do let, kdy Domenico pobýval ve Ferraře a v Mantově, přičemž ze stejné doby pochází i volná varianta toho obrazu nacházející se v Pinacoteca Capitolica v Římě.

## Umělecko-historický význam malířského díla Domenica Tintoretta
Zatímco působnost Tizianovy dílny zanikla několik let po mistrově smrti, tradice dílny Jacopa Tintoretta přetrvala až do poloviny 17. století. Bylo to díky jeho synovi Domenicovi, který pokračoval v otcově manýristickém způsobu malby až do doby, kdy umělecká tvorba v Benátkách přecházela v baroko. Domenico dokončil mnohé z Jacopových nedokončených obrazů, které by jinak nevešly ve všeobecné povědomí. Společně s přítelem Palmou il Giovane dovedli benátské malířství k počátkům baroka.